# Râul Cernița
Râul Cernița este un curs de apă, afluent al râului Abrud.